# Porječina
Porječina är ett samhälle i Bosnien och Hercegovina.   Det ligger i entiteten Republika Srpska, i den centrala delen av landet, 80 km norr om huvudstaden Sarajevo. Porječina ligger 209 meter över havet och antalet invånare är 554.
Terrängen runt Porječina är kuperad åt nordväst, men åt sydost är den platt. Runt Porječina är det ganska tätbefolkat, med 93 invånare per kvadratkilometer.. Närmaste större samhälle är Gračanica, 13,3 km nordväst om Porječina. 
Omgivningarna runt Porječina är en mosaik av jordbruksmark och naturlig växtlighet.